# Pierre de Saint-André (juge)
Pour les articles homonymes, voir Pierre de Saint-André.
Pierre de Saint-André (né vers 1460 - mort le 18 mai 1524) est un magistrat français. Issu d'une famille de magistrats du Languedoc, il est lui-même juge-mage de Carcassonne, puis premier président du parlement de Toulouse.

## Biographie
Pierre de Saint-André naît vers 1460. Il est issu d'une ancienne famille noble du Razès, qui possédait le château de Saint-André, près de Limoux. Son père, Bertrand de Saint-André, est juge-mage de Carcassonne. 
En 1482, Pierre de Saint-André succède à la charge de juge-mage de son père. Il est ensuite second président au parlement de Toulouse. C'est la charge qu'il exerce quand Louis XII le fait chef du conseil de Gênes, conquise en 1499 lors de la deuxième guerre d'Italie. Il l'en retire en 1509 pour le nommer premier président du parlement de Toulouse, où il est reçu le 30 mai 1509.
En 1510, Pierre de Saint-André est impliqué dans l'affaire Lomagne, une affaire judiciaire, représentative des conflits qui opposent de plus en plus fréquemment les parlements du royaume aux prétentions royales et à son Grand Conseil. Elle a pour origine un procès impliquant Gaston de Lomagne. Le 16 novembre, le parlement de Toulouse dépêche Pierre de Saint-André, le troisième président, Accurse Maynier, et les conseillers Jean de Morlhon et Guillaume Benoît pour présenter au roi ses remontrances. Mais comme Louis XII refuse de les recevoir, les parlementaires toulousains rentrent à Toulouse, ne pouvant qu'informer le parlement de leur échec le 10 janvier 1511. Finalement, le 22 janvier, Adam Fumée, maître des requêtes, accompagné de six archers, vient au nom du roi pour donner l'ordre au parlement de cesser la résistance. Le parlement s'incline.
Pierre de Saint-André meurt le 18 mai 1524. Il est enterré dans l'église du couvent des Carmes de Carcassonne.

## Famille
- Bertrand de Saint-André, marié à Marguerite d'Auxilhon,
  - Pierre de Saint-André, marié à Claire de Puymisson.  Il avait une belle bibliothèque et avait acheté celle de Guillaume Budé avec ses manuscrits. Elle a été donnée au collège de Clermont en 1571[3].
    - François de Saint-André (mort le 6 janvier 1571), nommé par Louis XII chancelier de ses États en Italie, son lieutenant à Gênes, puis a obtenu une charge de conseiller au parlement de Paris en 1514, président clerc de la chambre des enquêtes en 1533, président à mortier en 1535. En 1554, il a tenu la place de premier président du parlement de Paris dans certaines affaires importantes. Il a ensuite présidé la chambre ardente créée pour juger ceux qui faisaient profession de la religion nouvelle, avant de se retirer en 1556 sur ses terres en résignant ses charges à ses fils[4]. Marié à Marie de Guetteville, vicomtesse de Corbeil et de Tigery[5].
      - Jean de Saint-André (mort en août 1596), chanoine de Notre-Dame de Paris. Il possédait une importante bibliothèque qui a permis à Pierre Moreau de travailler les Parisini Suppl. grec 249 et grec 1706[6],[7].
      - Jacques de Saint-André, reçu conseiller en 1556, puis président aux requêtes du Palais.
      - Pierre de Saint-André, seigneur de Montbrun, reçu en 1564, puis président aux enquêtes. Marié à Catherine Luillier, sans postérité.

    - Martin de Saint-André (mort en 1546), évêque de Carcassonne de 1513 à sa mort.
    - Barthélemi de Saint-André, chanoine de Carcassonne, mort jeune.